# Classic Masters (álbum de Blind Melon)
Classic Masters es un álbum compilatorio de la banda de rock alternativo Blind Melon. Classic Masters fue lanzado el 29 de enero de 2002. 
En el momento de su lanzamiento, Classic Masters causó cierta ira en la prensa musical. La mayoría de la crítica mostró su desacuerdo debido a las diferencias existentes entre las versiones recogidas en la recopilación y las de las grabaciones originales. Por ejemplo, en "Mouthful of Cavities" fue recortada la parte donde el cantante Shannon Hoon dice "Listen, man. I got the window open [Do] you hear the cats, man? Listen.". 

## Lista de temas
1. "Tones of Home" (de Blind Melon) – 4:27
2. "Galaxie" (edición de single, de Soup) – 2:41
3. "Change" (de Blind Melon) – 3:42
4. "Paper Scratcher" (de Blind Melon) – 3:27
5. "Mouthful Of Cavities" (de Soup) – 3:22
6. "Walk" (de Soup) – 2:47
7. "No Rain" (de Blind Melon) – 3:38
8. "Toes Across The Floor" (de Soup) – 3:05
9. "Soup" (de Nico) – 3:11
10. "2 X 4" (de Soup) – 4:01
11. "Pull" (de Nico) – 3:27
12. "Soul One" (de Nico) – 3:14

## Personal
- Herb Agner – Project Manager
- Michelle Azzopardi – Gerente de proyectos
- Danny Clinch – Fotografía
- Frank Collura – A&R
- Glenn Graham – Percusión
- Shannon Hoon – Guitarra acústica, vocales
- Bryan Kelley – Producer
- Lee Lodyga – A&R
- Ron McMaster – Remasterización
- Cheryl Pawelski – Productor, Compilador
- Brad Smith – Bajo, Vocales de fondo
- Terry Stevens – Guitarra
- Christopher Thorn – Guitarra
- Peleg Top – Dirección artística, diseño
- Shaun Ward – Productor

- Datos: Q2976225